# Обстріли Володимира
Обстріли Володимира — обстріли міста Володимир Волинської області, які відбувались під час російського вторгнення в Україну. Першим обстрілом став ракетний удар по військовій частині поблизу міста, що стався вранці 27 лютого 2022 року.

## Історія
О 06:01 27 лютого 2022 року в Волинській області було оголошено повітряну тривогу.
Приблизно о 07:30 було нанесено ракетний удар зі сторони Білорусі по військовій частині. Спочатку повідомлено, що внаслідок удару загинув 1 військовий молодший сержант Гребенюк Сергій Васильович, пізніше повідомлено, що загинули ще 2 військових — солдат Іван Білецький з Горішніх Плавнів та старший лейтенант Михайло Шимон з Кам'янського.
У ніч з 20 на 21 листопада 2023 року під час масового нальоту безпілотних дронів-камікадзе «Шахед-131» неподалік Володимира було збито один з безпілотників, за даними правоохоронців люди не постраждали.